# Лоутон (станція метро)
51°38′29″ пн. ш. 0°03′19″ сх. д. / 51.641388888889° пн. ш. 0.055277777777778° сх. д.
Лоутон (англ. Loughton) — станція Центральної лінії Лондонського метрополітену. Станція знаходиться у Лоутон, Еппінг-Форест, Лондон, у 6-й тарифній зоні, між метростанціями — Дебден та Бакгерст-гілл. В 2018 році пасажирообіг станції — 3.35 млн пасажирів
Конструкція станції: наземна відкрита з двома острівними платформами на дузі.

## Історія
- 22 серпня 1856: відкриття станції
- 18 квітня 1966: закриття товарної станції[4]

## Послуги
| Попередня станція | Лінія | Лінія                             | Лінія | Наступна станція |
| ----------------- | ----- | --------------------------------- | ----- | ---------------- |
| Дебден            |       | Лондонське метро Центральна лінія |       | Бакгерст-гілл    |